# Bockwindmühle Lichtena
Die Bockwindmühle Lichtena ist eine unter Denkmalschutz stehende historische Bockwindmühle aus dem Jahre 1650. Sie befindet sich etwa acht Kilometer nördlich der Kleinstadt Doberlug-Kirchhain im Süden des Ortsteils Lichtena im südbrandenburgischen Landkreis Elbe-Elster.

## Geschichte

### Zieke-Mühle
Das Entstehungsjahr der heute noch bestehenden Bockwindmühle wird auf das Jahr 1650 datiert. Damit gehört sie zu den ältesten Windmühlen der Region. Die Mühle gehörte ursprünglich zum Lichtenaer Lehnrichtergut. Ihr Besitzer war um 1740 der Lehnrichter Christoph Heyde. Weitere Besitzer der Mühle waren ein Müller namens Theer und später gemeinsam Gottlob Ziesche, ein Gastwirt aus Naundorf bei Ruhland sowie der Ruhlander Schlossermeister Gotthelf Mehl. Im Jahre 1853 taucht urkundlich ein Heinrich Eduard Marschner in Verbindung mit der Mühle auf. Woitzik mutmaßte hier, dass er möglicherweise zu jener Zeit Pächter des Lehnrichtergutes und damit der Mühle war.
Im Juli 1862 wurde diese Mühle vom Goßmarer Carl Ziecke käuflich erworben. Im Jahre 1900 übernahm sie Ziekes Sohn Emil Zieke, der sie bis zum Jahre 1952 gewerblich nutzte. Wenig später wurde die Mühle dann Mitte der 1950er Jahre ganz außer Betrieb genommen.
Die Mühle hatte einen Mahl- und einen Schrotgang. Ihr heutiger Besitzer, der Lichtenaer Mario Zieke (Enkel von Emil Zieke), versucht das historische Bauwerk zu erhalten und öffnet die Bockwindmühle sporadisch zum Mühlentag.

Zustand der Bockwindmühle Lichtena in den 1970er Jahren
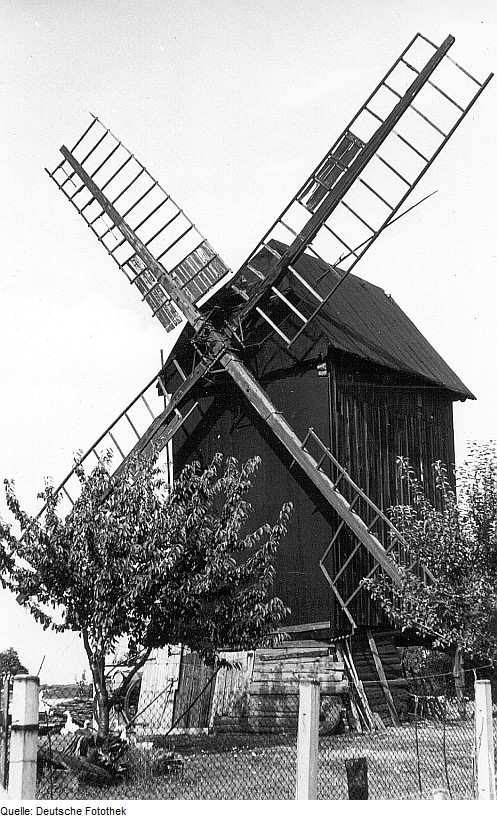
1972
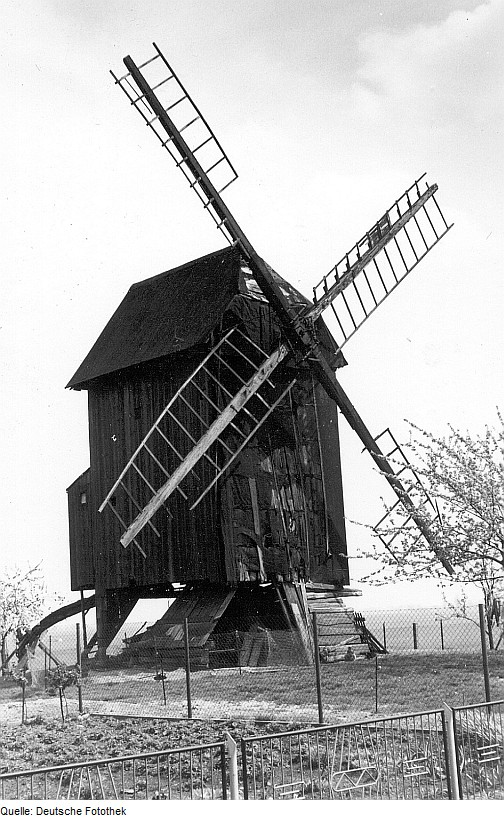
1977
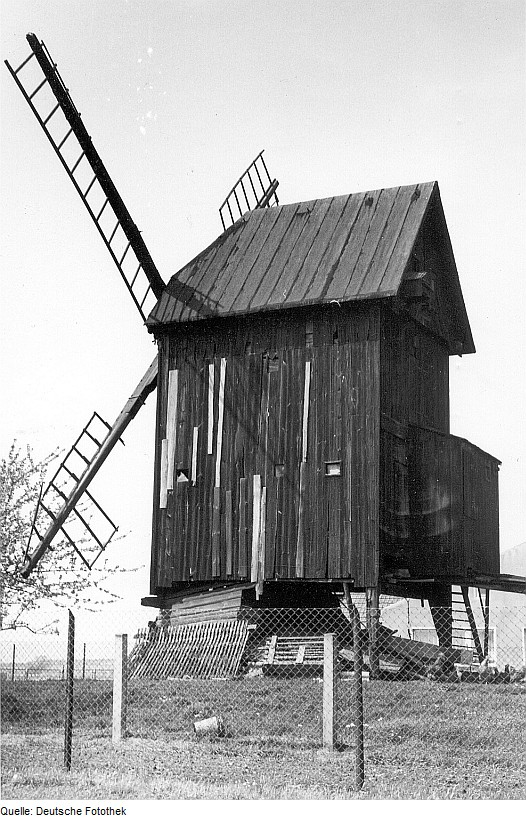
1977

### Weitere Mühlengeschichte von Lichtena
Der kleine Ort Lichtena besitzt eine sehr lange Mühlengeschichte. Die früheste Erwähnung einer Windmühle stammt aus dem 17. Jahrhundert. 1678 hatte der Müller Martin Mirtzsch hier den Windmühlenzins in Höhe von 15 Groschen und einen Scheffel Korn an die Kirche in Trebbus zu zahlen. Weitere bekannte urkundliche Erwähnungen von Mühlenzinszahlungen gibt es unter anderem aus den Jahren 1798, 1808, 1812, 1817 und 1820. In diesen Jahren hatte der Müller Johann Christoph Müller den Mühlenzins zu zahlen.
Wie der ehemalige Denkmalpfleger und Regionalhistoriker Manfred Woitzik in seinem Buch „Wer zuerst kommt – mahlt zuerst“ schrieb, enthält die Steuertabelle des Amtes Dobrilugk im Jahre 1740 allerdings zwei Mühlen in Lichtena. Mirtzsch und Müller zahlten demnach für eine Windmühle, deren Standort sich etwa 150 Meter östlich der in der Gegenwart noch vorhandenen Mühle befand. Woitzik nennt sie die Mühle Theuergarten, da sie zuletzt seit mindestens 1840 im Besitz einer Müllerfamilie namens Theuergarten war. 1925 wurde diese Mühle dann etwa 6 Kilometer weiter westlich an einem anderen historischen Mühlenstandort in Ossak bei Sonnewalde umgesetzt. Hier besaß sie der Müller Wilhelm Kube. Was aus dem ursprünglich hier vorhandenem Bauwerk wurde, ist bei Woitzik nicht vermerkt.